# J-7 (航空機)
 J-7（殲撃七型、Jian-7、歼-7）
パキスタン空軍のJ-7
- 用途：戦闘機
- 製造者： 瀋陽飛機工廠、成都飛機工廠(CAC)
- 運用者： 中国人民解放軍（空軍・海軍）
- 初飛行：1966年1月17日（プロトタイプ）
- 生産開始：1967年
- 運用開始：1967年
- 運用状況：一部地域でのみ現役
- 原型機：MiG-21

J-7（殲撃七型、Jian-7、歼-7）は、MiG-21の設計を元に中華人民共和国が製造した戦闘機である。NATOコードネームはフィッシュカン（Fishcan：「魚の缶詰」）。

## 生産に至る経緯

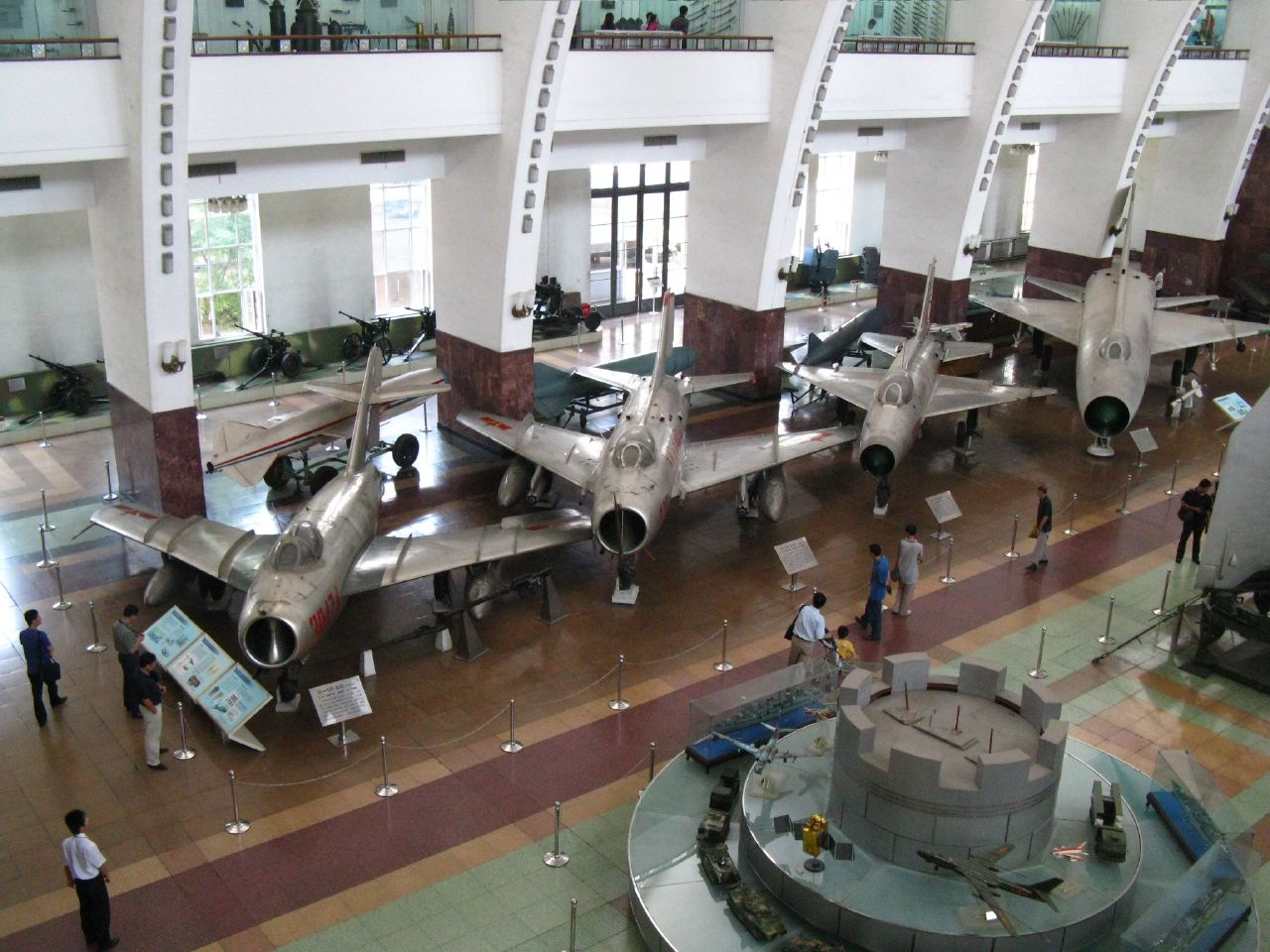
中国空軍航空博物館のJ-7I（右から二番目）

1950年代、ソビエト連邦との良好な外交関係を背景として、中華人民共和国では、MiG-17をJ-5（殲撃五型）、またMiG-19をJ-6（殲撃六型）として国産化しており、50年代後半からはMiG-21に興味を示すようになっていた。1956年のソ連共産党第20回大会におけるスターリン批判を端緒として中ソ対立が顕在化する時期でもあり、ソ連はMiG-21の提供に消極的な姿勢を示していたが、コミンフォルム運動の一環として中国の専門家に対し同機の生産を担うゴーリキー工場の視察を許したのち、1961年3月には中国航空技術代表団がモスクワを訪問、20日間近い話し合いを経て、3月30日、劉亜楼国防副部長は「生産ライセンス、技術情報、MiG-21F戦闘機の生産ラインに関する情報の付与についての議定書」に署名した。
この協定に基づき、1961年8月から1962年10月にかけて、MiG-21F-13のデータ（R-11P-300エンジンおよびK-13空対空ミサイルを含む）が中国に開示された。また組み立て見本1機とノックダウン生産用キット120機分、完成機12機も譲渡され、総額9,032万元であった。譲渡されたMiG-21F-13の機体は1962年度にちなんで「1962機」と称され、第11航空学校において教材として用いられた。また完成機12機は1963年度にちなんで「1963機」と称され、直ちに空軍の前線部隊である第3航空団に配備された。
1961年、中国はMiG-21の体系的な「技術的考察」を開始し、この新しい戦闘機に「62式」というコードネームを付した。「技術的考察」は、まず第一に模倣の必要性に応じて、技術的なキーと、材料を含む主要な生産技術的問題を発見したのち、第二に模倣し、実験的研究を通じてその設計思想・手法および技術的特性を理解するという段階を踏んで進められた。1962年5月18日、中国航空研究所と航空産業局は、「MiG-21戦闘機の技術調査を共同で組織し、模倣と自己設計の準備に関する共同指示書」を発表した。当時、大飢饉の最中とあってすぐに組立作業を行うことができず、まずは資料の翻訳とチェックのみが行われた。図面のみでも重量13トンという膨大な量であり、またその解読では数値ミスが大量に発見された。その後、1964年3月より、本格的なライセンス生産の準備が着手された。

## 設計

### J-7
1964年、第三機械工業省（航空工業省）は、正式に「62式」を「殲撃七型」（J-7）と改称した。J-7試作機は1964年初頭に生産が開始され、機体の静止試験は1965年11月に完了した。
生産は瀋陽飛行機工場において行われた。また同時に瀋陽ロケット発動機工業においてエンジン生産も着手されており、ツマンスキー R-11P-300が「渦噴七型」（WP-7）として国産化された。生産機は1966年1月17日に初飛行し、12月28日に制式化された。
なお国産初号機は西北工業大学に展示されており、トランペッターのデザイナーが検証したところ、ソ連製のMiG-21との差異は、エンジンノズル外側にあるフックのフェアリング位置だけだったとされている。

### J-7I
瀋陽での生産は順調だったものの、中ソ対立が激化すると同地は中露国境に近いことが問題視され、工業設備の内地移転（三線建設）の一環として、ソ連との国境から遠い成都飛行機工業（成飛）および貴州飛行機工業にJ-7の生産を移管することになった。
成飛での量産体制は1968年には整った。これによって生産されたのがJ-7Iであり、最終的に188機が生産されたが、うち40機が北朝鮮に譲渡された。

### J-7II
成飛は瀋陽で生産されたJ-7の性能には改善の余地があると考えていたことから、J-7Iを生産するにあたって改良を検討したものの、この時点では棄却された。その後、改めて開発された改良型がJ-7IIである。
最大の改良点が射出座席であり、J-7Iの運用成績においては脱出者5名のうち殉職者4名・重傷1名という内容であったことから、中国人の体格に合わせて再設計したHTY-2に変更した。また30mm機関砲も、MiG-21Fでは両舷に搭載していたものを、MiG-21F-13では機体の形式名の由来となったK-13空対空ミサイルの運用能力付与の代償として左舷側のものを削除したのに対し、J-7IIではMiG-21Fと同様に左舷側にも搭載して、計2門装備した。
J-7IIは1978年12月に初飛行し、1980年に国家航空委員会による制式生産の承認を受けた。あわせて成飛への大規模な投資が行われ、1985年には年産200機の製造体制が整えられて、最終的には375機が生産された。また貴州飛行機工業ではJ-7IIの複座型の生産を担当し、約100機を生産した。

### J-7IIM/H

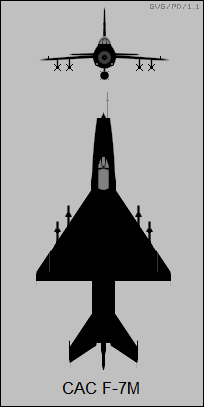
J-7Mのシルエット。

J-7IIを更に改良してJ-7IIAが開発され、1983年3月7日に初飛行した。これらの機体にイギリスのマルコーニ社製のアビオニクスを艤装したのがJ-7B/Mである。特にJ-7Mの測距レーダーとヘッドアップディスプレイ（HUD）は戦闘力の向上に貢献したが、HUDは中国空軍として初導入であり、空戦理論を大きく変革した。J-7Mは輸出向けモデルとされていたものの、ほぼ同仕様の国内向けモデルとしてJ-7IIMも開発されて、1986年より部隊配備を開始した。
この時期、中国空軍はイスラエル製のパイソン3をPL-8として国産化していた。これは短距離空対空ミサイルとしては重量があり、軽戦闘機であるJ-7シリーズに積むには不向きであった。このため、PL-8の搭載・運用に対応するため機首に130キロのカウンターウェイトを置いた派生型としてJ-7IIHが開発されて、1993年までに221機が生産された。

### J-7III
J-7のベースとなったMiG-21F-13はレーダーを持たない昼間戦闘機モデルだったが、ソ連では1957年よりMiG-21へのレーダー搭載について検討しており、1962年にはRP-21「サプフィル-21」を搭載したMiG-21PFの生産が開始されていた。その後、より高性能なレーダーとしてRP-22も開発され、1970年には輸出も解禁されて、MiG-21MFに搭載された。1979年3月、ソ連との友好関係が崩れたエジプトは、MiG-21MFとその複座型であるMiG-21US各1機を中国に提供した。中国はそのリバースエンジニアリングに着手し、1980年12月には実機の分析を踏まえた設計図が完成、成飛はその図面を各関係工場に配布して生産に着手した。これがJ-7III（J-7Cとも）であり、1984年4月26日に初飛行し、1988年に制式生産が承認された。
J-7IIIは-7IIと比べて80パーセントの部品が新規設計となった。ショックコーンを大型化してJL-7レーダーを搭載し、これに伴いエアインテークの直径は663ミリから870ミリに拡大された。超音速域での安定性のため、垂直尾翼の面積は4.45平方メートルから5.34平方メートルへと拡大された。またエンジンをツマンスキー R-13-300を元にした「渦噴一三型」（WP-13F1）に変更するとともに、機体背面のドーサルスパインに燃料タンクを増設することで、機内燃料2,635リットル、3本の増槽を吊下すると最大4,316リットルにまで増加させた。
しかしながら、エアインテークの拡張に伴う空気抵抗の増大に見合うほどのエンジンの推力向上を得ることができず、離陸時にはアフターバーナーを使用しなければいけなくなった。またレーダーの搭載に伴って機体重量は増加したが主翼面積は変わっておらず、運動性能は低下した。そしてこのような犠牲を払って搭載したJL-7レーダーは30キロの探知距離を有していたものの、ルックダウン能力は備えておらず、依然としてレーダーサイトからの情報が必要であった。このため、空軍はこのモデルを期待外れとみなした。後に小改良型のJ-7IIIA（J-7Dとも）が開発されたものの、解決には至らなかった。

### J-7E

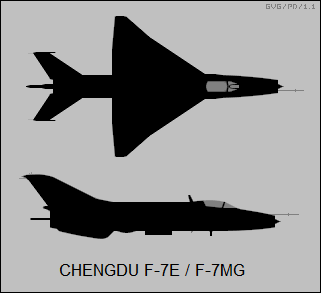
J-7Eのシルエット。

J-7IIIの失敗を踏まえて、成飛はさしあたりJ-7へのレーダーの搭載を棚上げし、機動性の向上を図るよう方針を転換した。これによって開発されたのがJ-7Eであり、西北工業大学のCAD技術によって、主翼をクランクトデルタ翼に変更した。外翼部の前縁後退角を減じ、前縁後退角が大きい内翼部にストレーキのような働きをもたせることで、大迎角時の翼上面の気流の剥離を抑えるなどの効果が期待できた。主翼の変更とともに翼面積は24.88平方メートルに拡張されて翼面荷重が低減、また前縁スラットの採用もあって機動性は大幅に向上した。
機体素材のアルミニウム合金も、従来のジュラルミンからアルミリチウム (Al–Li) 合金に変更されて、強度が34パーセント向上した一方で構造重量は17パーセント削減された。設計変更によりPL-8搭載のためのバランスウェイトも不要となったほか、J-7IIで追加された30mm機関砲を1門削減するとともに、座席背部の防弾鋼板も外して、150キロ以上のスリム化を実現した。エンジンはJ-7IIIと同系列の渦噴13F型（WP-13F）で、ドライ最大推力4.5トン、リヒート最大推力6.6トンを確保した。
機体は1990年5月に完成し、1993年8月に部隊交付された。空軍のほか、海軍にもJ-7EHとして採用され、2001年までに260機以上が生産されて、J-6とJ-7Iの後継機となった。

### J-7G
J-7IIIではレーダーの搭載に失敗したものの、その後の電子技術の進歩を受けて、成飛は再びJ-7へのレーダーの搭載に挑んだ。これによって開発されたのがJ-7Gであり、グリフォ・ポインター2500を搭載した。これはイスラエルがクフィル戦闘機に搭載したEL/M-2001をイタリアでライセンス生産したもので、中国ではKLJ-6Eとして採用しており、既にQ-5攻撃機で搭載実績があった。またヘルメットマウントサイトも搭載し、PL-8の高い機動性を活用できるようになったことから、キャノピーも全周透明型に変更して可能な限りの視野を確保した。その他、コクピットにはHOTAS概念を導入するとともに、レーダー警報受信機やチャフ・フレア・ディスペンサーも装備した。
J-7Gは2002年6月に初飛行し、2004年11月より空軍部隊に配備された。

### J-7FS

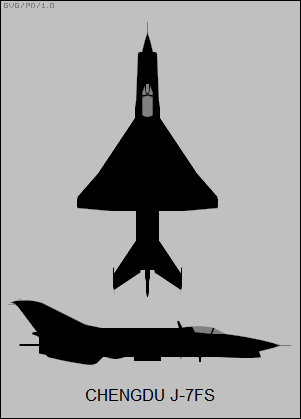
J-7FSのシルエット。

J-7IIをベースとして、大型で高性能なEL/M-2032レーダーの搭載を図って開発されたのがJ-7FSであった。同機では、アメリカ合衆国のヴォート F-8のように機首先端部にエアインテークを配置してその上方にレドームを設けることで、EL/M-2032のように大型のレーダーを搭載できるようになった。J-7Eで実用化したダブルデルタ翼を導入して良好な機動性を維持しており、ドッグファイト能力はF-16に迫るものがあったとされる。視程外射程ミサイルの運用能力はもたないものの、単価800万ドル以下という低価格になる見込みであった。
J-7FSは1998年6月8日より飛行試験を開始し、2003年に試験を終えたものの、この頃には既に下記のスーパー7計画を起源とするFC-1の開発が進展していたことから、中途半端とみなされて、開発は打ち切られた。
その後も成飛は独自にJ-7シリーズの発展型を開発し、J-10のような胴体下部インテークとカナード翼を採用したF-7MFを設計して、2000年11月の中国国際航空宇宙博覧会で発表した。また更にエンジンをターボファンに換装したF-7Xも設計したものの、いずれもFC-1との差別化を図ることができず、開発は終了した。

### スーパー7
1980年代後半、米中軍事交流の一環として行われていたピースパール計画において、J-7Mの輸出用発展型である「スーパー7」の米中共同開発が盛り込まれ、1988年10月21日、成飛とグラマン社とで予備設計を共同で行う契約が締結された。より大型のレーダーを搭載できるよう機首を再設計するほか、翼幅・面積も増大させてハードポイントを増加させるなど、設計はかなり大規模に変更される予定であり、最大離陸重量は10,800 kgに増大することになっていた。
設計作業は1990年初頭には完了することになっており、亜音速風洞試験の実施までこぎつけたといわれている。しかし1989年の六四天安門事件を受けて、同年、アメリカ政府はグラマン社の関与を差し止めた。
成飛は計画の再開を目指してパートナーを探しており、1991年にはFC（Fighter China）計画として発足させた。その後、ロシアのミコヤーン・グレーヴィチ設計局（MiG）からの技術支援を受け、またパキスタンも計画に参画し、FC-1（パキスタン空軍での名称はJF-17）として結実した。

### 輸出型

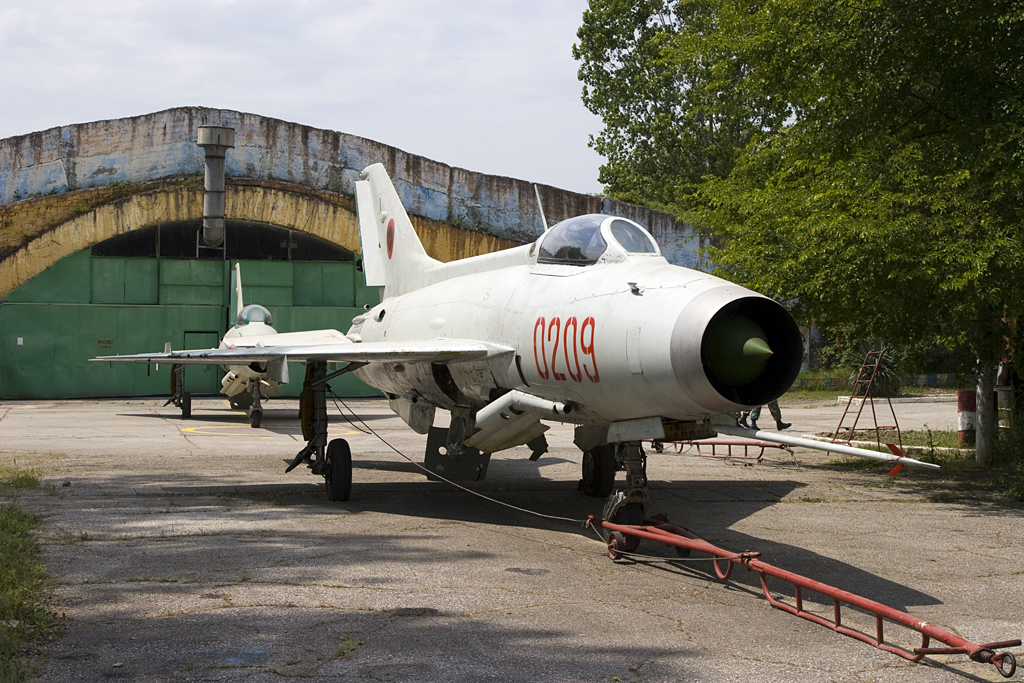
アルバニア空軍のF-7A

J-7は、輸出名称としてF-7の名称も使用する。

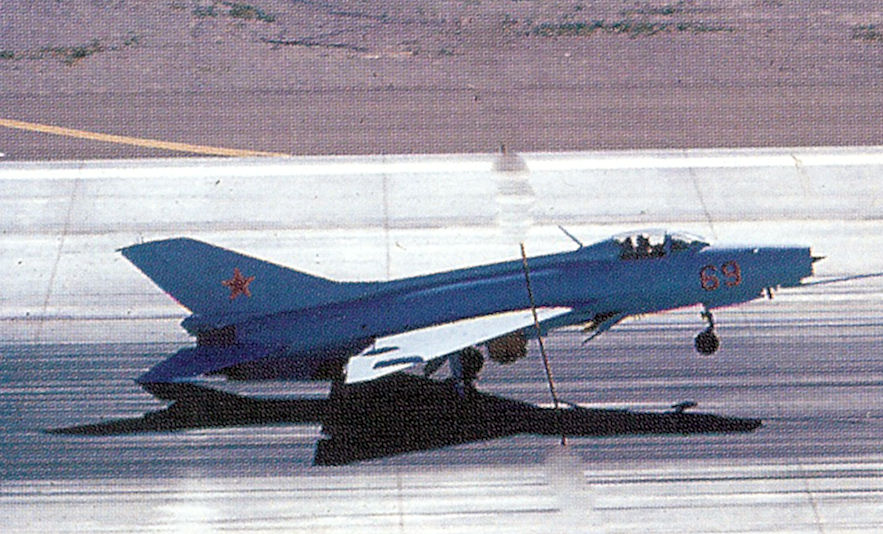
アメリカ空軍の第4477試験評価飛行隊が保有したF-7B

J-7A
J-7の輸出型。エジプトに90機が輸出されたほか、アルジェリアなどにも輸出された。
J-7IIK
F-7BKとしてミャンマーに輸出。
J-7BS/GS
スリランカへ輸出された機体。F-7BSは、F-7B（J-7II）の胴体・尾部および中国製のアビオニクス（HUD欠）にJ-7Mの主翼を組み合わせた機体である。
J-7IIN
ジンバブエに輸出された機体。
J-7MP/P/PG
パキスタンに輸出された機体。
J-7MB/BG
バングラデシュに輸出された機体。
J-7N
イランに輸出されたJ-7M相当の機体。
J-7NI
ナイジェリアに輸出された機体。
J-7NM
ナミビアに輸出された機体。

### 複座型
上記の通り、複座練習機型は貴州で生産されることになり、まず1985年より殲教七型（JJ-7）の生産が開始された。J-7IIをベースに、MiG-21USも参考にしたものとされている。
輸出モデルはFT-7と称されており、パキスタン向けには機体を延長したFT-7Pが開発されたが、後にその設計を国内向けに流用したJJ-7Aが開発されて、1995年より実用化された。

## 諸元・性能
|                        | J-7                        | J-7II                      | J-7E                         | J-7G                         |
| ---------------------- | -------------------------- | -------------------------- | ---------------------------- | ---------------------------- |
| 全長                   | 13.95 m                    | 13.95 m                    | 14.88 m                      | 14.88 m                      |
| 全高                   | 4.1 m                      | 4.1 m                      | 4.1 m                        | 4.1 m                        |
| 翼幅                   | 7.15 m                     | 7.15 m                     | 8.32 m                       | 8.32 m                       |
| 翼面積                 | 23.00 m2                   | 23.00 m2                   | 24.88 m2                     | 24.88 m2                     |
| 最大離陸重量           | 8.6 t                      | 8.6 t                      | 9.1 t                        | 9.1 t                        |
| ターボジェットエンジン | WP-7                       | WP-7B                      | WP-13F                       | WP-13F                       |
| ドライ最大推力         | 38.9 kN (3,970 kgf)        | 43.2 kN (4,410 kgf)        | 44.1 kN (4,500 kgf)          | 44.1 kN (4,500 kgf)          |
| リヒート最大推力       | 49.2 kN (5,020 kgf)        | 59.8 kN (6,100 kgf)        | 64.7 kN (6,600 kgf)          | 64.7 kN (6,600 kgf)          |
| 最大速度               | マッハ2.05                 | マッハ2.05                 | マッハ2.0                    | マッハ2.0                    |
| 実用上昇限度           | 18,000 m                   | 18,000 m                   | 18,000 m                     | 18,000 m                     |
| 航続距離               | 1,480 km                   | 1,480 km                   | 2,200 km                     | 2,200 km                     |
| レーダー               | なし                       | なし                       | なし                         | EL/M-2001                    |
| 航空機関砲             | 30mm 30-I型×1門            | 30mm 30-I型×2門            | 30mm 30-I型×1門              | 30mm 30-I型×1門              |
| ペイロード             | ハードポイント2か所、計1 t | ハードポイント2か所、計1 t | ハードポイント5か所、計1.5 t | ハードポイント5か所、計1.5 t |

## 運用史
2013年6月25日の輸出機（成飛; バングラデシュ向けのF-7BGI）、2016年7月24日の複座練習機（貴州; JJ-7A）のロールアウトをもって、J-7シリーズの生産は終了した。中国での生産総数は1,577機であった。

### 運用国一覧
- ：中華人民共和国

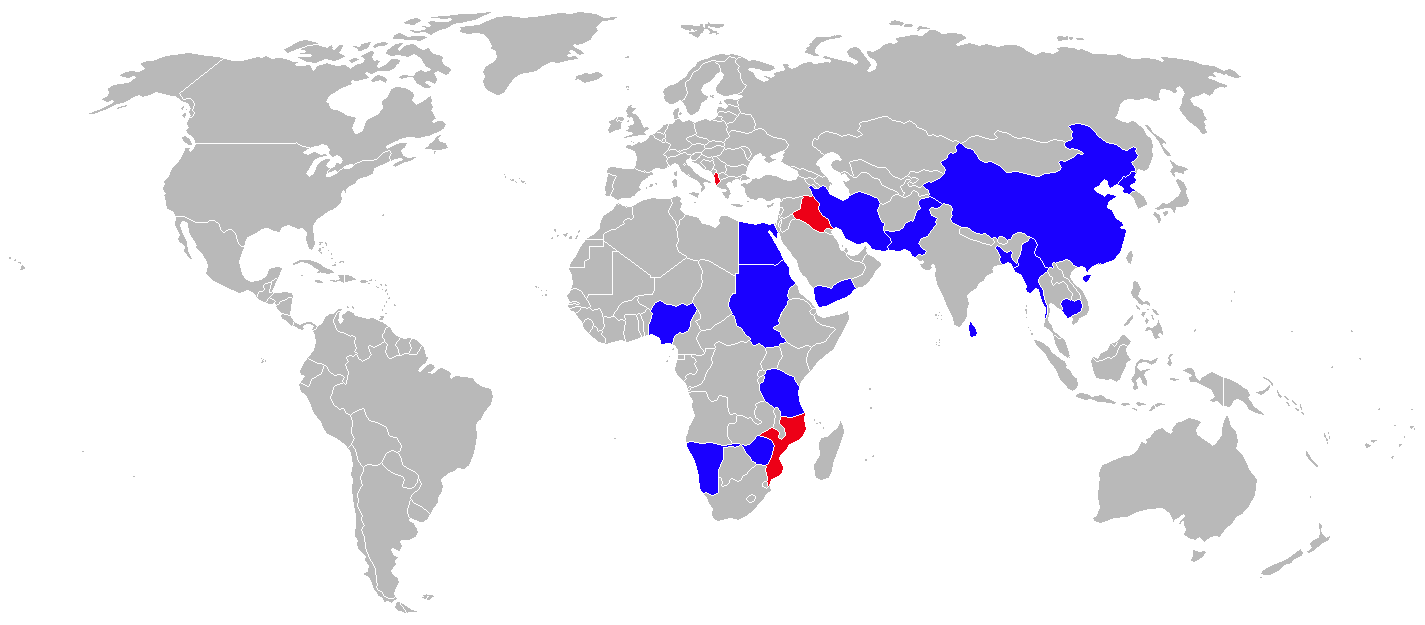
採用国(青は現役、赤は退役)

  - 中国人民解放軍空軍：J-7各型、JJ-7各型、FC-1[15]
  - 人民解放軍海軍航空隊：J-7各型、JJ-7各型
- 朝鮮民主主義人民共和国：F-7I/B、FT-7、F-7EB
- ミャンマー：F-7I/M、FT-7

ミャンマー空軍が導入した機体は1990年代初頭に中華人民共和国側のアフターサービスの欠如による低稼働に悩まされた。そこでイスラエルからIAI社による近代化改修計画が提案されたが、中国側がアフターサービスの改善を行なったため頓挫している。
- バングラデシュ：F-7MB/BG/BGI、FT-7MB/BG[16][17]
- スリランカ：F-7B/BS、FT-7[18]
- パキスタン：F-7P/PG、FT-7P/PG、FC-1[19]。2023年時点で、46機のF-7PG、20機のF-7P、21機のFT-7、5機のFT-7PGを保有している[20]。
- タンザニア：2024年時点で、9機のF-7TN、2機のFT-7Nを保有[21]。
- スーダン：F-7B/M/N、FT-7
- ジンバブエ：F-7II/IIN、FT-7[22]
- イラク：F-7B/M[23]
- エジプト：F-7B
- イエメン共和国：F-7M
- イエメン・アラブ共和国(北イエメン)：F-7M
- イラン：F-7M、FT-7[24]
- アルバニア：F-7A
- ナイジェリア：F-7NI、FT-7NI
- アメリカ合衆国：F-7B[25][26]

1988年、アグレッサー機として12機のJ-7が輸出されていた。

### 事故
- 2025年6月21日 - バングラデシュ、ダッカの空軍基地を離陸したF-7BGIが動力を失い、小学校の建物に墜落。火災も発生して教室にいた教師と児童31人が死亡、165人が負傷した[27]。

## 登場作品

### 小説
『ガーリー・エアフォース』
第1話冒頭で中国空軍所属のJ-7が登場。2機が中国の領海に侵入してきた「ザイ」を江凱型フリゲートと共に迎撃するが、全機撃墜される。

### ゲーム
『フィクショナル・トルーパーズ』
第4回からMiG-21Jの代わりに、エストビア連邦軍のランク1として選択可能。
『War thunder』
中国ツリーの機体として登場